# Bembidion striatum
Bembidion striatum es una especie de escarabajo del género Bembidion, tribu Bembidiini, familia Carabidae. Fue descrita científicamente por Fabricius en 1792.
Se distribuye por Países Bajos, Austria, Francia, Suiza, Alemania, Estonia, Rusia, Ucrania, Letonia, Albania, Bielorrusia, Italia y Suecia. La especie se mantiene activa durante todos los meses del año excepto en febrero y octubre.